# Tupilak-41
Tupilak-41 (oude naam: Tupilakken 41) is een Groenlandse voetbalclub, gevestigd in Aasiaat. De club werd in 1941 opgericht en was aanvankelijk gevestigd in Qaanaaq. Tupilak-41 komt uit in de Coca Cola GM.